# Antonio Marcellino
Flavio Antonio Marcellino (latino: Antonius Marcellinus; fl. 340-342) è stato un politico e militare romano.
Prefetto del pretorio tra il 340 e il 341, nel 341 esercitò il consolato.